# Stictoleptura cordigera
Espèce
Stictoleptura cordigera, le lepture cordigère ou lepture porte-cœur, est une espèce d'insectes coléoptères de la famille des Cerambycidae.

## Description

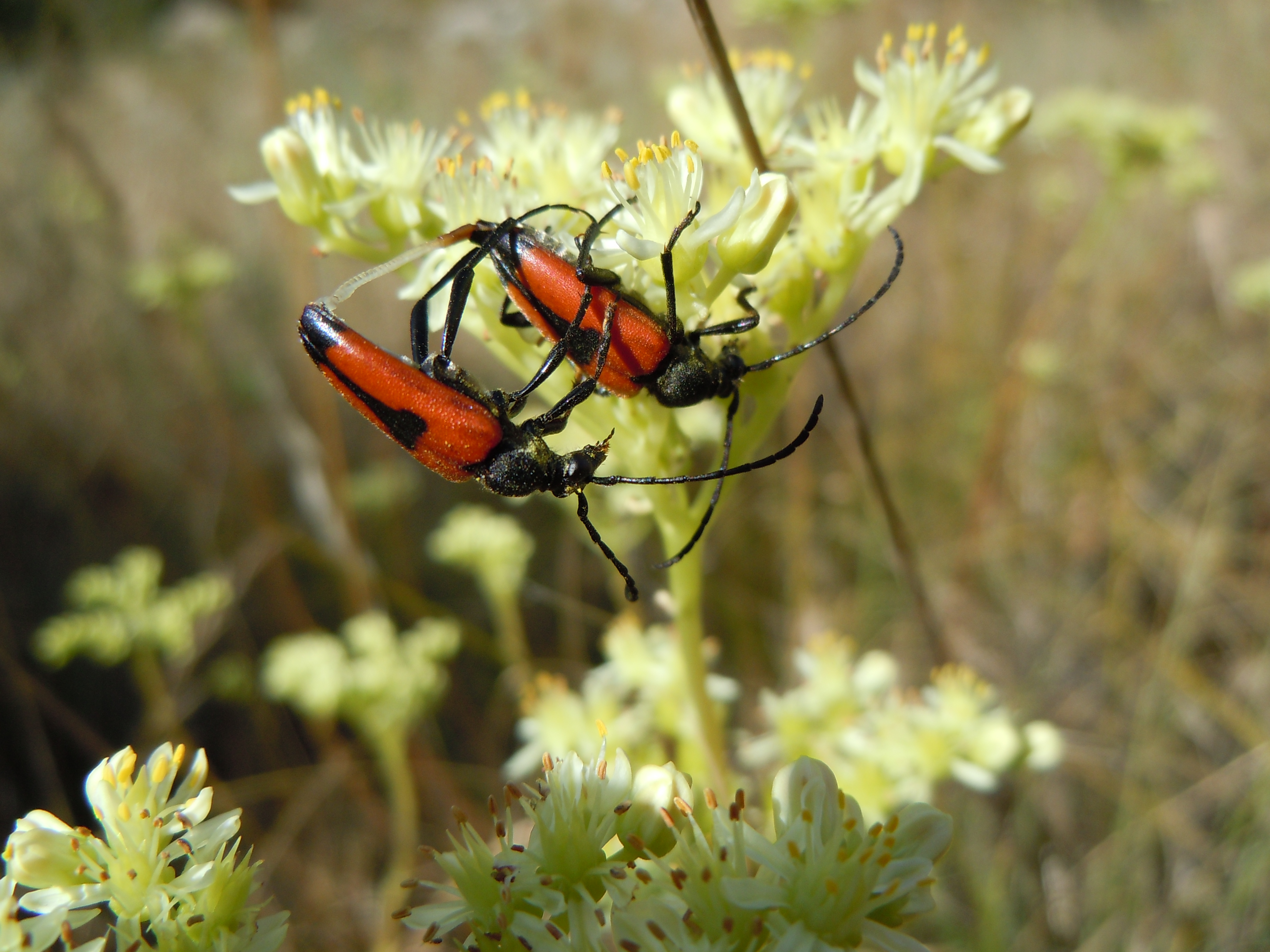
Accouplement de leptures cordigères sur un Orpin de Nice

Longueur 14 à 20 mm

## Biologie
Cycle de vie : 2 ou 3 ans

## Distribution
Eurasiatique jusqu'au Caucase et en Syrie ; Afrique du Nord.

## Classification
Les taxonomistes distinguent trois sous-espèces :
- Stictoleptura cordigera cordigera (Fuessly, 1775)
- Stictoleptura cordigera illyrica (Müller, 1948)
- Stictoleptura cordigera anojaensis (Sláma, 1982)